# Castello Lopes Cinemas
Castello Lopes Cinemas é uma empresa portuguesa de exibição cinematográfica. Detém mais de 30 salas, distribuídas por 6 cinemas nos concelhos do Barreiro, Torres Novas, Sintra, Santarém e Guimarães. 

## História
Em 1916, José Martins Castello Lopes fundou a produtora e distribuidora Castello Lopes e abriu o Cinema Condes, no antigo Teatro da Rua dos Condes, situado na Avenida da Liberdade em Lisboa. Nos anos 30, a empresa muda o nome para Filmes Castello Lopes e, por ter sido pioneira na conjugação da distribuição e exibição fílmica, foi, durante várias décadas, a principal referência cinematográfica em Portugal.
José Martins começou como guarda-livros e foi o interesse pela contabilidade que o levou até ao negócio do cinema. Além de Lisboa, vivia entre Paris e Barcelona, que era onde comprava os filmes europeus. Foi, no entanto, numa destas cidades que estabeleceu contacto com os estúdios norte-americanos, passando a ser o primeiro em Portugal a ter o direito de os distribuir e exibir. Clássicos como A Woman of Paris de Charlie Chaplin ou A Dog Life de Buster Keaton foram pela primeira vez exibidos em território nacional na tela do Condes.
Na década de 50, os filhos de José Martins Castello Lopes, José Manuel e Gerard, assumiram os comandos da empresa do pai. Os irmãos tiveram um papel preponderante no que foram as próximas décadas da empresa. Com o Condes ainda aberto, inauguraram, em 1972, o Cinema Londres na Avenida de Roma, em Lisboa. Com as famosas cadeiras que “desciam” quando o espectador se sentava, o Londres veio redefinir as “idas ao cinema” da capital na década de 70. A inspiração britânica vinha não só do nome, como também do mítico pub inglês The Flag que partilhava o espaço com o cinema.
A Filmes Castello Lopes representou estúdios cinematográficos como a MGM ou Twentieth Century Fox e foi responsável pela exibição em Portugal de grandes clássicos americanos como O Feiticeiro de Oz e E Tudo o Vento Levou, ambos de Victor Fleming, 2001: Odisseia no Espaço, de Stanley Kubrick ou até a Guerra das Estrelas, de George Lucas. A Filmes Castello Lopes foi também grande impulsionadora do cinema europeu em Portugal, com os dois irmãos a mostraram particular interesse nas cinematografias italiana, alemã e francesa. Pelas suas mãos chegaram aos ecrãs nacionais mestres do cinema como Rossellini, Tornatore, Godard, Truffaut e Fassbinder.
Nos anos 60, viria a ser criada a Socorama – Castello Lopes, sociedade que hoje integra um grupo empresarial.
Em 2012, a empresa fechou as contas anuais com uma quebra de 1,7 milhões de euros de receita bruta, cerca de menos 375 mil bilhetes vendidos, como consequência da retração do consumo dos portugueses. Até então, era a segunda maior exibidora cinematográfica no mercado português, atrás da Cinemas NOS, tendo 106 salas espalhadas pelo país. Porém, entre janeiro e fevereiro de 2013 fechou todas as suas salas de cinema, primeiro por não chegar a acordo para a continuidade da exploração dos espaços com a Sonae, onde tinha 49 salas, e posteriormente por falta de recursos e por dívidas que levaram a requerer a insolvência a 12 de fevereiro por dívidas de 14,8 milhões de euros. Atualmente a Castello Lopes Cinemas reabriu algumas das suas antigas salas de cinema.